# Ivan Drago
Ivan Drago (ur. 8 stycznia 1963 w Moskwie w Związku Radzieckim) – fikcyjna postać z filmu Rocky IV. Grał go szwedzki aktor Dolph Lundgren.
Drago przybył do Ameryki z zamiarem zmierzenia się z Rocky'm. Apollo chce zamiast Rocky’ego walczyć z Syberyjskim Expressem, ponieważ chce wrócić w tej pokazowej walce na ring po przerwie trwającej pięć lat. Rocky mu to odradza. Przed walką Apollo urządza wielki show. W drugiej rundzie, po lewym sierpowym Ivana, Apollo pada nieprzytomny na deski. Okazuje się, że umarł. Po tej tragedii, nadano mu nowy przydomek: „Śmierć z Góry”. Włoski Ogier, czując się winny za śmierć przyjaciela, postanawia wybrać się do ZSRR, żeby walczyć z Ivanem i pomścić śmierć swojego trenera. Trenując na Syberii w śniegu i mrozie, Rocky przygotowuje się do walki (ubiera się tak samo jak Apollo w walce z osobą, która go zabiła, aby tym samym uczcić jego pamięć). W tym czasie Ivan korzysta z najnowszej technologii, którą wykorzystuje do treningów. Otrzymuje przy tym sterydy. Po wyczerpującej walce, Rocky zwycięża przez nokaut w piętnastej rundzie. 
Miał żonę Ludmiłę, złotą medalistkę olimpijską w pływaniu, która jednak odeszła od męża.
Ivan Drago powraca w filmie Creed II wraz ze swoim synem Viktorem, określanym jako ukraiński mistrz (Drago po upadku ZSRR przeprowadził się na Ukrainę).